# Hempstead, Essex
Hempstead är en by och en civil parish i Uttlesford i Essex i England. Orten har 422 invånare (2001).  Byn nämndes i Domedagsboken (Domesday Book) år 1086, och kallades då Hansteda.